# Plano SALTE

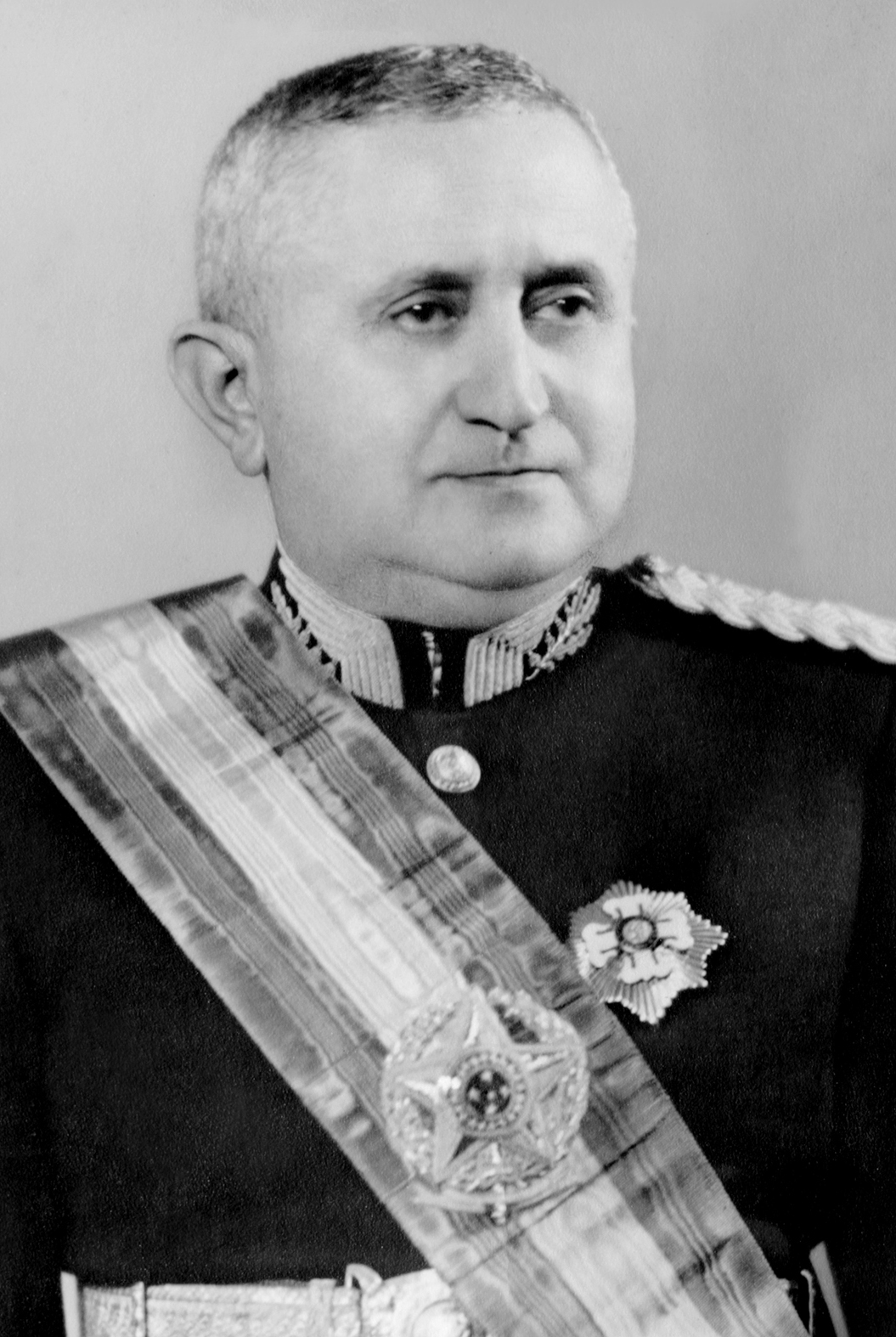
Presidente Dutra, idealizador do plano.

O Plano SALTE (iniciais de Saúde, Alimentação, Transporte e Energia) foi um plano econômico lançado pelo Governo Eurico Gaspar Dutra. O objetivo do SALTE era estimular e melhorar o desenvolvimento de setores de saúde, alimentação, transporte e energia por todo o Brasil, assim ajudando e melhorando as condições de vida da população brasileira.

## História
Foi apresentado ao Congresso por mensagem presidencial em 19 de maio de 1948, porém foi aprovado apenas em 1950. Os recursos para sua execução vieram de empréstimos externos e da Receita federal. 
Previa projetos para desenvolver o vale do Rio São Francisco e a região amazônica, e combater a seca do Nordeste. Na área da saúde pretendia elevar o nível sanitário da população, sobretudo a rural. Em transportes o plano delineava um programa baseado nos planos ferroviários e rodoviários já existentes, e contemplava ainda o reaparelhamento dos portos, a melhoria da navegabilidade dos rios, o aparelhamento da frota marítima e a construção de oleodutos. A parte dedicada à energia era a mais densa, iniciativas relacionadas com a exploração da energia elétrica seria financiada pelo capital privado. Foram adotadas as conclusões e recomendações gerais do Plano Nacional de Eletrificação. Quanto ao petróleo previa pesquisa intensiva, a aquisição de material à perfuração de poços, a aquisição e montagem de refinarias para a produção, ampliação da capacidade da refinaria de Mataripe, e a aquisição de 15 petroleiros, que viriam a constituir a Frota Nacional de Petroleiros (Fronape).

## Consequências
Acabou sendo abandonado por não terem sido alcançados os objetivos pretendidos. O plano como não foi implementado devido à sua inexequibilidade financeira e à inviabilidade técnica de muitos de seus projetos.

Segundo o jornalista José Eduardo Macedo Soares, "o plano do "DASP espelha a mentalidade dos empregados públicos que o fizeram, quer dizer, emerge das dificuldades desta grande metrópole burocrática, que governa mas não constitui o Brasil fiel. Recheia-se da conclusa da ciência dos relatórios e pareceres, ignora a nossa geopolítica, mas exibe-se no manuseio de estatísticas duvidosas quando não inteiramente falsas".